# Игра в страну-мечту

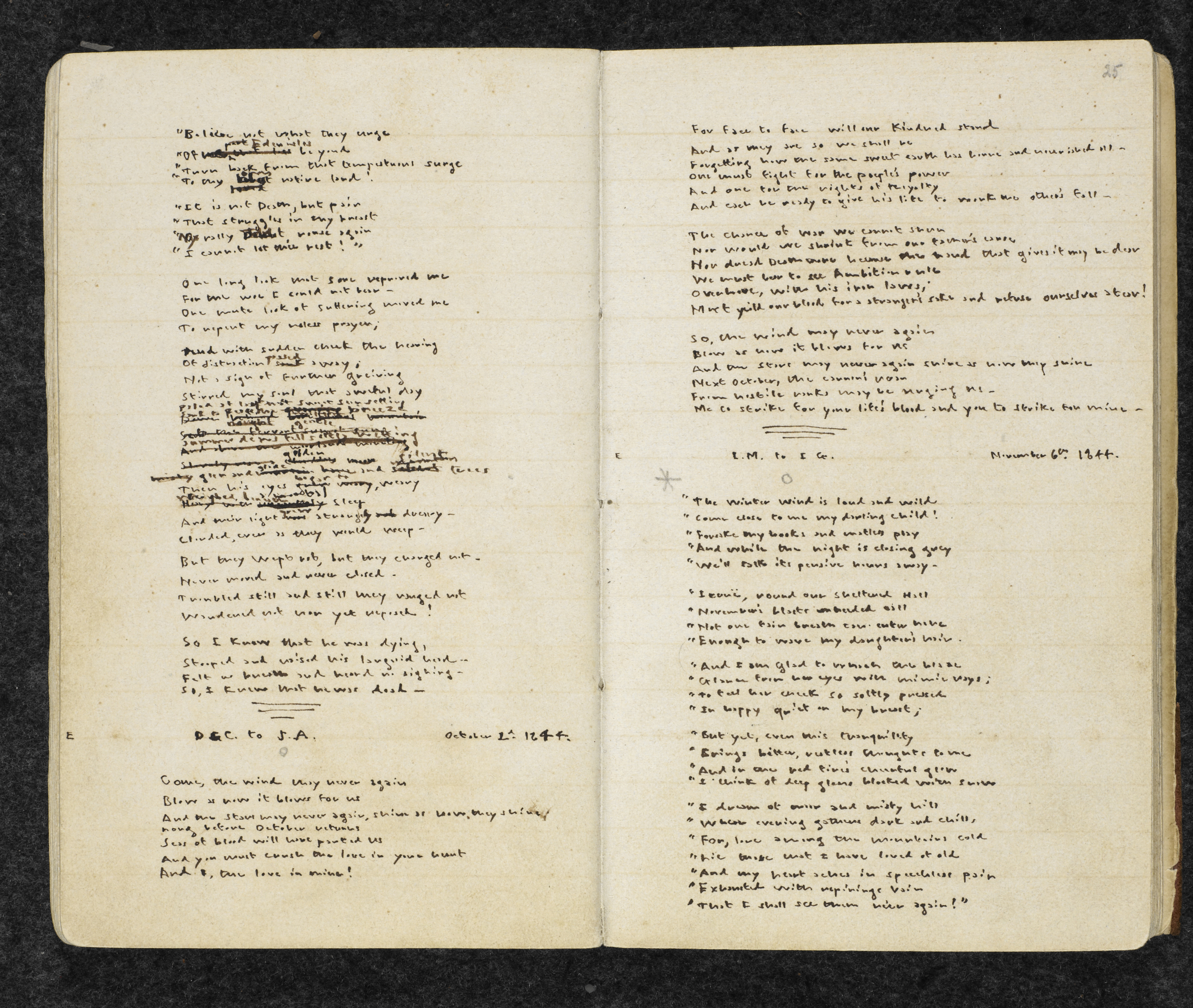
Стихотворение про страну Гондал, выдуманную в детстве сёстрами Эмили и Энн Бронте

Детские игры-импровизации в утопическую страну-мечту — явление детской культуры, вид детских ролевых, художественных игр, одна из форм детского игрового «мечтательства».
В англоязычной литературе используется термин «паракосм» (англ. paracosm).

## Исследования
На Западе концепция игр в волшебную страну (англ. paracosm) была предложена в 1976 году Робертом Силви в исследовании для BBC. Позднее тема разрабатывалась психиатром Стивеном Маккейтом и психологом Дэвидом Коэном и другими авторами.
В СССР тема была впервые поднята фольклористом Софьей Лойтер в статье 1976 года «Юмор „Кондуита и Швамбрании“ и детский фольклор». Более подробно она разрабатывает этот вопрос в ряде своих работ 1990—2010-х годов.

## Характеристика
Игра в паракосм зачастую групповая и в этом случае похожа на «Подземелья и драконы». Играют обычно 2—3 очень близких друг другу человека, а часто это вообще индивидуальная игра. Игроками обычно являются дети в возрасте 7—11 лет, хотя иногда и младше. Игроки как правило обладают богатым воображением, высоким интеллектом и творческими способностями, много читают; когда вырастают, они часто занимаются творческим трудом (искусством, наукой). Игра проходит в тайне от других детей и взрослых, как правило без костюмов и декораций. Игра может длиться от нескольких месяцев до года и более. Иногда создаётся письменная атрибутика (карты, рисунки, тексты). Часто, но не всегда, вымышленной стране даётся имя, например, Арлезиания, Страна Златорогого Оленя, Лимония, Страна Южинская, Атвитония. Иногда место страны занимает некий воображаемый локус (город, остров, гора и т. п.).
Как и остальные игры-импровизации, игры в страну-мечту имеют слабую связь с традиционной культурой, «отражают современную жизнь и отличаются неустойчивостью и сверхтекучестью». Хотя эти игры и имеют национальную окраску, но характер у них общечеловеческий. В этих играх соединяются детская мечтательность и детское мифологическое сознание, жизненный и книжный опыт ребёнка, «упорядочивающее начало» и «высочайшая степень произвольности и свободы, инверсия социальных ролей и норм». Структура мифической страны основана на идеализации, утопичности (всеобщее благоденствие, равенство, справедливость) и абсурде (небывалость, «перевёрнутость», нонсенс). Игры в страну-мечту имеют много общего с созданием воображаемых друзей. Есть в них общие черты («общие законы поэтического мышления, преемственности моделей сюжетов») и с крестьянскими социально-утопическими легендами о «далёких странах» (Беловодье и т. п.), хотя у этих явлений и разные истоки. С. М. Лойтер рассматривает игру в страну как явление детского фольклора.
Функциями игр в страну может быть удовлетворение детской «мечтательной формы воображения»;
оппозиция к взрослым и желание жить тайно от них;
попытка ребёнка сориентироваться в реальности;
достижение им способности выступать в качестве самостоятельного субъекта и делать осознанный и свободный выбор;
для детей рано переживших потерю близких, игры в страну могут служить для осознания и преодоления вызванных этим событием чувств. Также возможна связь игр в страну-мечту с романтикой империализма и колониализма.

## В литературе и кино
Игры в страну-мечту широко описаны в дневниках, мемуарах, автобиографических повестях и в художественной детской литературе.
Среди западных творческих личностей, игравших в детстве в страны:
Т. де Квинси;
Х. Кольридж, всю жизнь не оставлявший работу над своей страной Ejuxria;
сёстры и брат Бронте, создавшие страны Гондал, Ангрия и Гаалдайн;
Дж. М. Барри;
К. Бликсен;
братья К. С. и У. Льюис, создавшие мир Boxen, часть которого послужила основой для Нарнии;
У. Эко; А. Макин.
В воспоминаниях на русском языке описаны, например, следующие детские утопические страны:
Фанфаронова гора с её «муравейными братьями» из воспоминаний Л. Н. Толстого;
Приличенск Ю. О. Мартова;
Росамунтия из биографических материалов И. И. Коневского;
Амония, Парамония, Рондалия из воспоминаний Н. П. Анциферова «Из дум о былом» (один из участников игры — Ф. Ф. Фортунатов);
Лилипутия из воспоминаний В. А. Сухомлинского «Сердце отдаю детям»;
Ахагия из «Книги воспоминаний» И. М. Дьяконова;
страны И. Г. Эренбурга, К. В. Чистова, В. С. Баевского и др.
Наиболее ярко и развёрнуто описанной страной-мечтой в русской литературе является Швамбрания из автобиографической повести Л. А. Кассиля «Кондуит и Швамбрания» (1931), название этой страны стало нарицательным. Другими примерами могут быть:
страна «незабываемого счастья, куда мы в детстве бежим» из книг М. М. Пришвина «За волшебным колобком» (1908) и «Кащеева цепь» (1927), также упоминаемая в его дневниках;
Страна Нигде из сборника «Житье-бытье» (1916) Н. А. Тэффи;
«страны, неведомо откуда падавшие» из повести Б. Л. Пастернака «Детство Люверс» (1918);
Страна Мерце из автобиографической повести М. С. Шагинян «Повесть о двух сёстрах и о волшебной стране Мерце» (1919);
Улигания из повести Г. Г. Белых и Л. Пантелеева «Республика ШКИД» (1927);
Дальние страны из одноимённой повести (1931) А. П. Гайдара;
Город Эн из одноимённой повести (1935) Л. И. Добычина;
Синегория из повести Л. А. Кассиля «Дорогие мои мальчишки» (1944);
Лукоморье из повести К. Г. Паустовского «Золотая роза» (1955);
Страна Золотого Василька из повести «Золотой василёк» (1963) Р. И. Фраермана;
Джунгахора из повести Л. А. Кассиля «Будьте готовы, Ваше высочество!» (1964);
Рукомара из рассказа Ю. П. Казакова «Путешествие в Рукомару» (1966);
Вообразилия из стихотворения Б. В. Заходера «Моя вообразилия» (1980).
Создание страны-мечты показано в фильмах на биографических основах «Небесные создания» (1994) и «Мост в Терабитию» (2007).